# 林琉輝
林 琉輝（はやし りゅうき、2000年9月29日 - ）は、ラグビーユニオンの選手。

## 略歴
2019年、日本大学高校卒業後、日本大学に入る。
2023年、日本大学卒業後、東芝ブレイブルーパス東京に加入。
2025年6月、東芝ブレイブルーパス東京を退団。